# Šimonovce
Šimonovce (maďarsky Rimasimonyi) jsou obec na Slovensku, v okrese Rimavská Sobota v Banskobystrickém kraji.
Žije zde 546 obyvatel. V roce 2001 se 92 % obyvatel hlásilo k maďarské národnosti..